# Il piccione di piazza S. Marco
Il piccione di piazza S. Marco (Le Guignolo) è un film  del 1980 diretto da Georges Lautner.
Pellicola di produzione italo-francese con protagonista Jean-Paul Belmondo.